# 鈴木清次
鈴木 清次（すずき せいじ）は、東京都の震災予防条例にもとづく公共建築物の耐震診断の基準づくりや診断なども協力を行ってきた人物。意匠設計と構造設計を同時に行う鈴木建築事務所を設立する。日本の建築家。

## 略歴
- 1946年、日本大学高等工学校卒業後日本大学旧工学部建築学科に進学
- 1952年 大学卒業。建設省入省。営繕部で各種官庁建物の設計施工監理にかかわる
- 1957年 退官。構造設計事務所の織本建築事務所勤務
- 1960年 鈴木建築事務所を設立。当面は下請けの構造設計を行う
- 1995年 建設大臣賞の授与

## 代表作
- ローヤル宮前平ハイツ 1993年（平成5年）
- コスモ押上 1997年（平成9年）
- ホテルタガワ 1991年（平成3年）
- 田川山荘
- 東京立久留米高等学校校舎
- 日本揮発油各地の石油精製関連施設架台設計
- 八王子ボウル
- 葛西臨海公園休憩所 1990年（平成2年）
- 東京都文京区下水道局排水機場 1970年（昭和45年）
- 東京都立雪谷高校校舎 1972年
- 荒川児童館、
- 東京都立城東高校校舎 1973年
- 警察庁上野寮 1995年（平成7年）
- ほんもく神田ビル 1989年
- 猪苗代超高層ビル 1990年
- 松田商事ビル
- 代々木公園休憩所 1989年（平成元年）
- 荒川区立第三中学校 2001年（平成13年）
- 白髭地区再開発事業
- 荒川栗津第3中学校改築工事
- 御蔵島村営ホテル
- 東京消防庁平井第二寮 1993年（平成5年）